# Windows Home Server
Windows Home Server — це серверна операційна система компанії Microsoft, яка побудована на основі Windows Server 2003 SP2 і орієнтована на домашніх користувачів (що видно з назви — англ. home — будинок) для використання в домашніх мережах. Заявлено потужне централізоване архівування, новий підхід до системних накопичувачів інформації (відмова від букв дисків[ джерело не вказано 4195 днів ]), повністю автономна робота та проста установка. Сервер випущений 6 мовами: англійською, французькою, німецькою, іспанською, китайською та японською.
Продукт був анонсований Біллом Гейтсом 7 січня 2007 року і вийшов 16 липня 2007 року.